# 紀元前290年代
紀元前290年代（きげんぜんにひゃくきゅうじゅうねんだい）は、西暦による紀元前299年から紀元前290年までの10年間を指す十年紀。

## できごと

### 紀元前295年
- センティヌムの戦い。共和政ローマの第三次サムニウム戦争での重要な勝利。

## 死去
- 紀元前297年 - ピリッポス4世、マケドニア王
- 紀元前295年 - テッサロニカ、マケドニア王国の王妃